# Nicolas Wintz
Pour les articles homonymes, voir Wintz.
Nicolas Wintz,né en 1959 à Strasbourg et  décédé en 2025 à Clermont-Ferrand, était un dessinateur de bande dessinée, illustrateur, vidéaste, et sculpteur sous le nom de nico winz, ainsi que musicien electro sous les pseudonymes RachiTa RachiDic et OtonoM'O.

## Biographie
Diplômé de l’École des Arts décoratifs de Strasbourg, Nicolas Wintz a exercé en qualité d’illustrateur, d’auteur de bande dessinée et de créateur de dessins animés,, avant de se tourner vers la sculpture, et plus particulièrement les installations in situ et les sculptures nomades.

## Publications

### Bande dessinée
Sauf précision, Wintz est le dessinateur et son collaborateur le scénariste.
- Les Six Compagnons, avec Raynal Guillot (1-2) et Claude Prothée (3), Hachette, 3 vol., La bête du Nant Noir, Le Mystère Guignol, Youlna a disparu, 1983-1986. https://www.bdtheque.com/series/11688/les-six-compagnons
- Peau d'boudin, avec Frank  (dialogues), Futuropolis, coll. « X » no 22, 1985.
- Victimes, sur scénario de Frank, Les Humanoïdes associés, 1989  (ISBN 2-7316-0518-9).
- Hanomag, sur scénario de Philippe Delangle, Casterman :
  1. Hanomag, coll. « Studio (À suivre) », 1991  (ISBN 2-203-33838-5).
  2. Avatars, coll. « Les Romans (À suivre) », 1994  (ISBN 2-203-35907-2).
- Le Pavé originel, sur scénario de Pianko, Delcourt, 2009  (ISBN 978-2-7560-1759-4).

### Illustration de livres pour la jeunesse
- Aïna fille des Etoiles. 1- La mission, 2- Le Secret des Oglonis, 3- Kaha Supermaki, 4- Le pirate de la comète, 5- l'Arbre monde, 6- Faut-il bruler Jeanne. écrit par Christian Grenier, Nathan, coll. « Pleine lune », 1996  (ISBN 2-09-282173-3)
- Komo, le Pygmée, écrit par Pascale de Bourgoing, Calligram, coll. « À travers la fenêtre », 2004.
- Mon amie d'Amérique, écrit par Anne-Laure Bondoux, Bayard jeunesse, coll. « J'aime lire », 2005.
- Garin Trousseboeuf
  1. L'Inconnu du Donjon, Folio Junior N°809,
  2. L'Hivers des loups, Folio Junior N°877
  3. L'Anneau du prince noir,  (EAN 9782070559008)
  4. Le Souffle de la salamandre,Folio Junior N°1369
  5. Le Secret de l'homme en bleu,Folio Junior N°1269,
  6. L'Herbe du diable, Folio Junior N°1216
  7. La Tour de Londres, Folio Junior N°1003
  8. Le Chevalier de Haute-Terre,Folio Junior N°1137 Le souffle de la salamandre, Folio Junior N°1369
  9. À vendre, cheval indomptable
  10. Le Crâne percé d'un trou, Folio Junior N°877
  11. Les Pélerins maudits, Folio Junior N°1003
  12. Les Sorciers de la ville close, Folio Junior N°1075. Ecrit pas Evelyne Brisou-Pellen. Éditions Gallimard. Folio Junior